# Beslissingstheorie
In de wiskundige statistiek houdt de beslissingstheorie zich bezig 
met beslissingsproblemen waarin onzekerheden een rol spelen. Op grond van waarnemingen die aan een zeker toeval onderhevig zijn, worden beslissingen genomen. De theorie onderzoekt de kwaliteit van de beslissingen en vergelijkt deze op basis van het verlies dat geleden wordt bij een verkeerde beslissing. Vakgebieden waarin de methoden van de beslissingstheorie worden bestudeerd of toegepast zijn onder andere de operations research en de bedrijfseconomie.

## Theorie
Uitgangspunt is een aselecte steekproef {\displaystyle X=(X_{1},\ldots ,X_{n}):\Omega \to {\mathcal {X}}} uit een van de verdelingen uit een geparametriseerde familie {\displaystyle \{F_{\vartheta }|\vartheta \in \Theta \}} 
van kansverdelingen. Op grond van de uitkomst van deze steekproef moet beslist worden tot een van de acties
{\displaystyle a\in {\mathcal {A}}}
Aan een verkeerde actie is een verlies gekoppeld, aangegeven door de verliesfunctie:
{\displaystyle L\colon \Theta \times {\mathcal {A}}\to [0,\infty ]},
waarin de mogelijkheid is opengelaten dat het verlies oneindig groot is.
Een beslissingsregel
{\displaystyle d\colon {\mathcal {X}}\to {\mathcal {A}}}
is een afbeelding die aan een steekproefuitkomst een actie toevoegt.
Om beslissingsregels te vergelijken kan nu worden nagegaan wat voor elk van de beslissingsregels het verwachte verlies is, het risico genaamd:
{\displaystyle R(d,\vartheta )=\mathrm {E} _{\vartheta }L(\vartheta ,d(X))}

## Voorbeeld
Als voorbeeld een beslissingsprobleem uit de schattingstheorie. Er wordt 20 keer met raar gevormde munt gegooid om erachter te komen wat de kans {\displaystyle p} op de uitkomst 'munt' is. Het gaat dus om een trekking {\displaystyle X} uit een binomiale verdeling met parameters {\displaystyle n=20} en onbekende succeskans {\displaystyle p}. De ruimte van steekproefuitkomsten is hier dus: {\displaystyle {\mathcal {X}}=\{0,1,\ldots ,20\}} en de acties zijn de mogelijke schattingen voor {\displaystyle p}: {\displaystyle {\mathcal {A}}=[0,1]}. Neem als verliesfunctie:
{\displaystyle L(p,a)=(p-a)^{2}}
Een voor de hand liggnde beslissingsregel (schatter voor de succeskans) is het gemiddelde aantal successen in de steekproef:
{\displaystyle d(x)={\frac {x}{20}}}
met als risico
{\displaystyle R(d,p)=\mathrm {E} _{p}\left(p-{\frac {X}{20}}\right)^{2}={\frac {1}{20^{2}}}\mathrm {var} (X)={\frac {p(1-p)}{20}}}
Omdat de fisherinformatie van de binomiale verdeling gelijk is aan 
{\displaystyle {\frac {20}{p(1-p)}}}
bereikt deze zuivere schatter de Cramér-Rao-grens en heeft daarmee van alle zuivere schatters de kleinste variantie.
Een andere keuze voor de beslissingsregel is 
{\displaystyle {\tilde {d}}(x)={\frac {x+1}{22}}},
die nooit als schatting de waarde 0 of 1 zal opleveren. Deze schatter is niet zuiver, want:
{\displaystyle \mathrm {E} _{p}{\tilde {d}}(X)=\mathrm {E} _{p}{\frac {X+1}{22}}={\frac {20p+1}{22}}}
Het risico hiervan is:
{\displaystyle R({\tilde {d}},p)=\mathrm {E} _{p}\left(p-{\frac {X+1}{22}}\right)^{2}={\frac {1}{22^{2}}}\mathrm {E} _{p}\left(20p-X+2p-1\right)^{2}=}
{\displaystyle ={\frac {1}{22^{2}}}\left(\mathrm {var} (X)+(2p-1)^{2}\right)={\frac {20p(1-p)+(2p-1)^{2}}{22^{2}}}=}
{\displaystyle ={\frac {16p-16p^{2}+1}{22^{2}}}={\frac {4}{121}}p(1-p)+{\frac {1}{484}}}
Het risico van deze schatter is voor waarden van {\displaystyle p} rond het midden  kleiner dan van de schatter {\displaystyle d(x)={\frac {x}{20}}}. Aan de randen, voor 
{\displaystyle p<p_{1}={\tfrac {1}{2}}-{\tfrac {1}{2}}{\sqrt {\tfrac {21}{41}}}\approx 0{,}14} en {\displaystyle p>p_{2}={\tfrac {1}{2}}+{\tfrac {1}{2}}{\sqrt {\tfrac {21}{41}}}\approx 0{,}86}
is het risico groter.